# Maj Karma
Maj Karma (eigentlich Maij' Karman kauniit kuvat bzw. Maj Karman kauniit kuvat, in Deutsch: Maj Karmas schöne Bilder) ist eine finnische Rock- und Heavy-Metal-Band, die 1992 in Harjavalta gegründet wurde. Ihre Mitglieder sind außerdem die Gründer des Musikfestivals Karmarock, das jährlich in Harjavalta stattfindet.

## Diskografie

### Alben
| Jahr | Titel                | Höchstplatzierung, Gesamtwochen, AuszeichnungChartsChartplatzierungen (Jahr, Titel, Platzierungen, Wochen, Auszeichnungen, Anmerkungen) | Anmerkungen                           |
| Jahr | Titel                | FI | Anmerkungen                           |
| ---- | -------------------- | --- | ------------------------------------- |
| 2001 | Rautaneito           | FI33 (1 Wo.)FI |                                       |
| 2003 | Metallisydän         | FI5 (2 Wo.)FI |                                       |
| 2004 | Sodankylä            | FI7 (5 Wo.)FI |                                       |
| 2006 | Ukkonen              | FI1 Gold · (19 Wo.)FI | Erstveröffentlichung: 16. August 2006 |
| 2009 | Salama               | FI4 (9 Wo.)FI | Erstveröffentlichung: 25. März 2009   |
| 2016 | Peltisydän           | FI2 (4 Wo.)FI | Erstveröffentlichung: 5. Februar 2016 |
| 2018 | 101 tapaa olla vapaa | FI7 (2 Wo.)FI | Erstveröffentlichung: 4. Mai 2018     |

Weitere Alben
- 1996: Kaukana puhelimista
- 1998: Kaakao
- 2000: Ääri

### Singles und EPs
| Jahr | Titel Album         | Höchstplatzierung, Gesamtwochen, AuszeichnungChartsChartplatzierungen (Jahr, Titel, Album, Platzierungen, Wochen, Auszeichnungen, Anmerkungen) | Anmerkungen |
| Jahr | Titel Album         | FI | Anmerkungen |
| ---- | ------------------- | --- | ----------- |
| 2001 | Romanssi Rautaneito | FI17 (2 Wo.)FI |             |
| 2003 | Arpi Metallisydän   | FI14 (3 Wo.)FI |             |
| 2004 | Musta paraati –     | FI3 (8 Wo.)FI | EP          |
| 2004 | Kyynel Sodankylä    | FI3 (4 Wo.)FI |             |
| 2005 | Sodankylä           | FI11 (1 Wo.)FI |             |
| 2006 | Rukous Ukkonen      | FI2 (10 Wo.)FI |             |

Weitere Singles und EPs
- 1997: Iskelmä (EP)
- 1998: Ovisilmä
- 1998: Buster Keaton
- 1999: Homma
- 2000: Rinta
- 2000: Valaiden laulu
- 2001: Rocktähti
- 2003: Katutyttöjen laulu
- 2005: Sarvia ja hampaita
- 2006: Ukkonen